# 愛はタカラモノ
「愛はタカラモノ」（あいはタカラモノ）は、タッキー&翼の11枚目のシングル。2010年11月24日にavex traxから発売された。

## 概要
- タッキー&翼として2年5ヵ月ぶりのシングルである。
- 通常盤・初回生産限定盤A・初回生産限定盤B・タキツバSHOP限定盤の4タイプある。
- タキツバSHOP限定盤のみに収録されている「ありがとう」はタッキー&翼の2人が作詞を担当した。
- 首位を達成した翌週は、26位にダウンしてしまい25ランクダウンは歴代5位となるワーストタイ記録であった。

## 収録曲

### 通常盤
1. 愛はタカラモノ [4:08]
作詞：山下和彰、作曲：飯田建彦、編曲：CHOKKAKU
2. Cherry Sweet [3:45]
作詞・作曲・編曲：オオヤギヒロオ
3. ギミラ [3:52]
作詞・作曲：飯岡隆志、編曲：ha-j・日田茂
4. Cherry Sweet （karaoke）
5. ギミラ （karaoke）

### 初回生産限定盤A
1. 愛はタカラモノ
2. Cherry Sweet

DVD
- 愛はタカラモノ -Music Clip-
- Off Shot

### 初回生産限定盤B
1. 愛はタカラモノ
2. Cherry Sweet

DVD
- Prologue to TAKITSUBA MATSURI
- 愛はタカラモノ [Dance Edition] -Music Clip-

### タキツバSHOP限定盤
1. 愛はタカラモノ
2. Cherry Sweet
3. ありがとう
作詞：滝沢秀明・今井翼、作曲：浅利進吾、編曲：家原正樹
4. タキツバ音頭
作詞・作曲：磯崎健史、編曲：磯崎健史、川端良征

スペシャル特典
- ドレスステッカー

## 映像作品
愛はタカラモノ
- CONCERT TOUR 2010 滝翼祭
- LIVE TOUR 2011 OUR FUTURE
- TSUBASA IMAI LHTOUR 2011 Dance&Rock Third Floor〜DiVelN to SExaLiVe
  - 今井がソロで披露
- タキツバCLIPS Two（PV映像）
- Youは何しに？タッキー＆翼CONCERT そこにタキツバが私を待っている 正月は東京・大阪へ

Cherry Sweet
- LIVE TOUR 2011 OUR FUTURE

ギミラ
- LIVE TOUR 2011 OUR FUTURE

ありがとう
- CONCERT TOUR 2010 滝翼祭

タキツバ音頭
- CONCERT TOUR 2010 滝翼祭

## タイアップ
| 曲名           | タイアップ                                                       |
| -------------- | ---------------------------------------------------------------- |
| 愛はタカラモノ | 日本テレビ系情報番組『スッキリ!!』2010年11月エンディングテーマ曲 |